# Spartaeinae
Spartaeinae — подсемейство пауков из семейства пауков-скакунов. Более 100 видов.

## Распространение
Палеотропика, с наибольшим разнообразием видов в Малайзии и Индонезии.

## Систематика
18 современных и 5 вымерших родов, 119 видов. Рассматриваются в качестве базальной ветви на филогенетическом древе семейства пауков-скакунов. Подобно подсемейству Lyssomaninae у них отсутствуют многие продвинутые черты, характерные для Salticoida. Оба подсемейства сходны, но Spartaeinae обычно имеют крупные задние срединные глазки. Однако, они редуцированы в родах Cyrba, Gelotia и Wanlessia. Подсемейство было выделено Fred R. Wanless в 1984 году и включило в себя группы Boetheae, Cocaleae, Lineae, Codeteae и Cyrbeae, которые были выделены ещё в 1901 году французским арахнологом Симоном Эженом.

### Список родов
Составлен на основе каталога Joel Hallan's Biology Catalog
- Allococalodes
- Araneotanna
- Brettus
- Cenattus †
- Cocalodes
- Cocalus
- Cyrba
- Eolinus † (из Балтийского янтаря)
- Gelotia
- Holcolaetis
- Lapsias
- Meleon
- Mintonia
- Neobrettus
- Paracyrba
- Paralinus †
- Phaeacius
- Portia
- Sonoita
- Taraxella
- Veissella
- Wanlessia
- Yaginumanis
- Sparbambus
- Spartaeus